# Lipina Nowa
Lipina Nowa – wieś w Polsce położona w województwie lubelskim, w powiecie zamojskim, w gminie Skierbieszów.
| SIMC    | Nazwa     | Rodzaj    |
| ------- | --------- | --------- |
| 0898627 | Zasośnina | część wsi |

W latach 1975–1998 miejscowość administracyjnie należała do województwa zamojskiego.
We wsi znajduje się zabytkowy cmentarz wojenny z I wojny światowej z 1915 roku. W 11 mogiłach ziemnych pochowanych jest 336 armii austriackiej oraz 344 żołnierzy armii rosyjskiej.
Wieś jest sołectwem w gminie Skierbieszów. Według Narodowego Spisu Powszechnego z roku 2011 wieś liczyła 120 mieszkańców.
Wierni Kościoła rzymskokatolickiego należą do parafii Wniebowzięcia Najświętszej Maryi Panny w Skierbieszowie.